# 嶋中事件
嶋中事件（しまなかじけん）は、1961年（昭和36年）2月1日に起こった右翼による言論抑圧を目的とした日本のテロ事件である。
事件のきっかけとなった深沢七郎の短編小説の題名をとって、風流夢譚事件（ふうりゅうむたんじけん）とも言う。

## 概要
1960年（昭和35年）11月上旬に雑誌『中央公論』に発表された深沢七郎の小説「風流夢譚」の中には、皇太子・皇太子妃が斬首される記述や、天皇・皇后の首のない胴体が登場したり、昭憲皇太后が野卑な言葉を語ったり面罵されたりする記述などがあった。これを「不敬」であるとして右翼の抗議活動がすぐに起こったが、過熱する批判と擁護論争の中で、右翼団体大日本愛国党に所属していた少年Kが、中央公論社の嶋中鵬二社長宅に侵入して起こした殺傷事件が本件である。
この事件では犯人は翌日出頭したが、家政婦が死亡するという痛ましい事態となったことで、皇室に関する言論は一気に萎縮することを強いられた。この事件の後も続いた右翼の抗議に中央公論社は屈服。別の右翼関係者に調停を頼んで密室で示談にしたとされ、公に論調が変化したこともあって、言論界全体に大きな影響を与えた。
太平洋戦争後の言論の自由や皇室報道を論じる際の象徴的な事件であり、河上丈太郎傷害事件、岸首相襲撃事件、浅沼稲次郎暗殺事件など、安保闘争で一時興隆した左翼運動に対抗するかのように、連続して起こった右翼のテロ事件の一つであった。

## 背景

### 発端となった小説「風流夢譚」
問題となった小説「風流夢譚」は『中央公論』1960年12月号に掲載された。12ページの短編小説で、挿絵は谷内六郎が描いた。作者の深沢七郎は中央公論新人賞出身だったが、専属の担当編集者がきちんと決まっておらず、同社の「共有財産」的な状態であったという。

この作品は、主人公が夢を見て、バスを待って主人公が皇居前広場へ行くと、皇太子夫妻が自分の「マサキリ」で首を切られる。天皇夫妻はすでに首がなく、皇太后と喧嘩するというシュールな内容で、それぞれの遺体の傍に落ちていた辞世の句が講釈され、最後には主人公も辞世の歌を作ってピストルで自殺するところで夢から覚めて終わる。
原稿は編集部から発注されたものでなく、深沢の持ち込みで、長期にわたって保留されていたものであった。それが掲載された理由については病気から復帰した編集長竹森清の話題作りとも、原稿を読んだ三島由紀夫の推薦（三島本人はこれを否定。後述)とも言われるが、真相は不明である。後に『文藝春秋』編集長となる白川浩司は、深沢の他の作品と比べて、「肌理が粗い感じがした」と、掲載に疑問を呈した。
作品に対する各所からの反響については、諧謔的に捉えた少数の肯定的意見もあったが、大半は、「悪趣味」、「反人道的」、「生理的に受けつけられない」といった批判的なものが多かった。作品的な評価は、武田泰淳や石原慎太郎らが絶賛した（後述）。

#### 言論の暴力か否か
発表は皇太子夫妻の御成婚の翌年で、巷ではミッチー・ブームが起きていた。そのため作中に「ミッチー」という言葉も登場するが、その皇太子妃が「美智子妃殿下」と、慈善活動などで人々の尊敬を集めていた昭憲皇太后が同名で、実名でそのまま登場する実名小説であったことも、問題を複雑にした。皇太子と皇太子妃の斬首された首が「スッテンコロコロ」と金属性の音を発して転がる描写や、首のない胴体を「人ゴミ」が見物するという描写、皇太后が下品な甲州弁で罵倒し合う描写は、かなり露骨で、一般読者からも批判が集中した。右翼の言う皇室への不敬とは別に、表現の自由が皇族の人権を侵害しているのではないか、と疑問が呈されたのである。

『朝日新聞』はコラム「天声人語」で処刑描写について「人道に反する」「夢物語だから許されるというものではなかろう」と非難したが、一方で、評論家の吉本隆明は、処刑されるのは「実在の人物とは似つかぬ」「人形」のように描かれているものであると擁護し、「月例の作品のなかでは最上等の部」と高く評価した。小説家の武田泰淳も作品を「痛快」と絶賛し、象徴天皇制の「非人間」性を指摘して、「天皇を無生物視している悪逆の徒は深沢氏ではなく」、「（深沢を）ひどい」と攻撃する人々の方だとした。当時は天皇批判を繰り返していた作家の石原慎太郎は、全く逆の観点から、「無責任で役立たずな皇室に庶民は欲求不満を持っており、本作はその庶民の感覚としてポピュラーでソックもなく面白い」として、本作を賞賛した。
右翼は皇族が処刑され冒涜される描写に憤慨したが、「左慾」（サヨク）という皮肉を込めた漢字表記からも窺えるように、深沢は60年安保に見られた左翼運動で安易に語られた「革命」もパロディとしているのであり、右翼が怒ったような内容ではなかったと、深沢と親交のあった嵐山光三郎は指摘した。小説の内容は、革命を煽動したり賛美したりするのではなく、むしろその愚かさと恐怖を書いたという点については、事件後に『中央公論』編集者を引き継いだ粕谷一希も同様の解釈を述べた。『噂の真相』元副編集長（同様に右翼の襲撃を受けた）川端幹人も「一切の現実的価値観の無化」が主題で、単なる反天皇小説ではなかったとの見解を述べた。作家の永江朗もあくまでフィクションであり、荒唐無稽な話をすべてまともに受け取った右翼の反応の方を疑問視した。渡邉文男が聞いた話によると、竹森清は「風流夢譚はブラックユーモアなのに、右翼の原罪になってしまった」と語っていたという。

### 右翼・保守派の反発
世間の批判を受け姿を隠した作者・深沢に代わり、作品掲載した中央公論社が批判の矢面に立つことになったが、右翼系の日刊紙『帝都日々新聞』と野依秀市は中央公論社を非難し、11月28日には大日本愛国党の党員8名が､会社に押し掛けて謝罪文を要求した。
翌11月29日には宮内庁が「皇室の名誉を棄損するものではないか」と抗議する旨を発表し、池田勇人内閣の閣議では皇室に代わって宮内庁が民事訴訟を検討すべきだという意見も出て、これが多数派を占めたが、内閣官房長官だった大平正芳が制して提訴には至らなかった。このようなことから、翌日、竹森編集長が中央公論社を代表して宮内庁を訪れて迷惑をかけたことを謝罪することになり、宮内庁も訴訟を取りやめて、一応、決着をみた。
しかし、これだけでは右翼団体側の反発は収まらず、ポスターや立て看板、飛行機からビラを散布して、中央公論社への糾弾を続けた。また、国粋会、松葉会などの右翼団体は中央公論編集部へ抗議に押し掛けて威圧し、乱暴を働いた。
同年12月発売の『中央公論』1月号では、ついに「お詫び」が掲載された。併せて竹森編集長を更迭し（後任は置かず嶋中社長が兼任）、編集部員も入れ替えられた。これで事態は収拾したかに見えたが、1961年（昭和36年）、『文學界』の2月号で山口二矢をモデルにした大江健三郎の小説『政治少年死す ―セブンティーン第二部』が発表され、右翼青年の性と天皇崇拝を絡めた同作品により、再び右翼団体側は態度を硬化。1月30日に日比谷公会堂で「赤色革命から国民を守る国民大会」(帝都日日新聞社主催)が開催され、その2日後に事件は発生した。

## 事件
当時の新聞や国会答弁などによると、事件のあらましはこうである。
1961年（昭和36年）2月1日、少年K（当時17歳）は、新宿区市谷砂土原町にあった中央公論社社長の嶋中鵬二宅に忍び込み、応接間に勝手に上がりこんでいた。
21時15分頃、同家の22歳の家政婦、被害者となった50歳の家政婦の両名が、本を置きに応接間に入って、「ボサボサ頭の」少年を発見した。Ｋはナイフを手に「主人はおるか」と脅した。家政婦2人は驚きのあまり後ずさりし、応接間から奥四畳半、居間の入口付近まで退き下がった。居間では、帰宅したばかりの嶋中社長の夫人（評論家蠟山政道の長女、当時36歳）が小学6年生の長女と話をしていたが、何事かと夫人が居間を出たところででＫと鉢合わせをした。
Ｋは「俺は右翼のものだ」と名乗り「主人はいないのか」と再び聞いたが、夫人は「いない」と否定した。実際、嶋中社長は当夜不在であったがＫは「隠しておるのではないか、お前が妻なら殺す。」と逆上し、刃物で夫人の腿を突き刺した。50歳の家政婦は咄嗟に夫人を守ろうとしてＫともみ合いになり必死で制止しようとしたが、逆に左脇腹を刺された。Kは、2人を刺して動揺したのかそのまま逃走した。
もう1人の家政婦が隣家に飛び込み同家の電話で警察に急報した。この間、長女は泣きながら二階で試験勉強中だった中学三年生の長男のところに駆け込んだ。長男が驚いて一階に降りたときには犯人のKはいなかった。わずか3分程度の間の出来事だったという。夫人は畳間に倒れており全治2か月の重傷を負った。刺された方の家政婦は台所の土間で虫の息で倒れているところを発見され、近くの病院に搬送される途中で死亡した。
逃走したＫは翌朝に浅草の派出所前で職務質問を受けて逮捕された。頭を丸坊主にしており、自首するつもりだったと言った。犯行の動機については「作者も悪いが、それを売って金を儲ける社長はなお悪い」と言ったという。所持していたハンカチには「天皇陛下万歳」と書かれていた。

## 事件後の顛末
1961年（昭和36年）2月3日、この事件に関して第38回国会参議院で西郷吉之助議員が緊急質問し、当局の警備の手落ちを指摘。国家公安委員会委員長の安井謙は、右翼団体の抗議が中央公論社の本社に集中していたためにそちらに警備の重点を置き、社長宅の警戒が十分ではなかったことを暗に認めた。前年12月に前国会で浅沼事件に対する「暴力排除に関する決議案」を可決させたばかりであったが、同様の事件の発生により、さらに6月に政治的暴力行為防止法案の成立を目指すことになるが、これは衆議院で通ったものの、参議院では野党との協議不調により閉会までに成立せず廃案となった。
2月4日、中央公論社は犠牲となった家政婦（息子が社員だった）の葬儀を社葬で行った。
2月5日、中央公論社は社告で「言論の自由」を呼びかける一方で、『風流夢譚』を掲載に不適当な作品であったと反省して皇室と一般読者にお詫びし、事件の端緒となったことを遺憾とする「ご挨拶」を、同社の名義で新聞に出すという混乱を見せた。言論の自由を守れというジャーナリズムの掛け声に賛同するように見せながら、実際的には皇室報道の自主規制に大きく舵を切っていた。
2月6日には、事件前に提出されていた辞表が受理され、竹森前編集長が退社した。一方で、会社には事件前よりもさらに右翼が押しかけるようになり、佐郷屋留雄が社内で椅子を振り回して暴れるなどした。
同日深夜には作者の深沢七郎が記者会見を開いて涙を流しながら謝罪した。深沢は「下品なコトバ」を小説に使い「悪かったと思います」と述べて、護衛の刑事と供に姿を消した。深沢は右翼の襲撃を避けるためにホテルに潜伏した後、北海道や広島県など各地を転々として、1965年（昭和40年）まで5年間、放浪生活を余儀なくされ、そのイメージからいつしか「放浪の作家」と呼ばれるようになった。大江健三郎にも同様にしばらくは警護がつけられるようになった。
2月7日、社告を否定し、嶋中社長名義で新聞に改めて「お詫び」だけを掲載した。中央公論3月号にも同様のものが掲載された。被害者であるはずの同社が謝り続けるという一連の姿勢に対して疑問の声も上がったが、『戦後の右翼勢力』を執筆した堀幸雄によれば、福田恆存（保守派論客）、田中清玄（フィクサー）、畑時夫（民論社）、進藤次郎（大阪朝日新聞編集局長）と、嶋中社長の話合いで、中央公論社は編集方針を「中正に戻す」条件を呑んだからだという。堀は「右翼の介入、右翼の調停によって『中央公論』の言論は抑圧され、それだけでなく「菊のタブー」が再現された」と批判している。これらの経緯が一因で、その後中央公論社で発生した労働争議は長期にわたって続くことになり、1999年（平成11年）の読売新聞社への身売りをもたらす同社の業績低下はここに始まったとされる。
他方で、事件により言論・表現の自由が暴力に脅かされたとして、抗議のビラを配布し、右翼の暴力を取り締まるよう国会へ要請していた日本出版労働組合協議会などのマスコミ系の労働組合が中心となって、2月8日に日比谷公会堂で「テロに抗議し、民主主義を守る会」が開催され、「言論・出版の自由を守る文化団体連絡会」が結成された。
ところで、右翼の中でも事件の評価については意見が分かれていた。浅沼事件とは違って少年が「一人一殺」に失敗したことと、無関係の女性を殺傷させたこと、そして何よりも、「おそるべき右翼の凶刃のもとで、けなげにも最後まで御主人をかばいながら、ついに母としての生涯を無惨に終わられた」といった、被害者の家政婦に対する国民の同情が集まったためである。全日本愛国者団体会議（全愛会議）は婦女子を死傷させたとして少年の行為を否定し、大日本愛国団体連合・時局対策協議会（時対協）は「行為は非とするも精神は是とする」との立場をとった。

### 犯人と裁判
犯人は、事件直後の第一報では「25歳くらいの男」「右翼名乗る男」と報じられたが、実際に翌日出頭して来たのは17歳の少年であった。
この少年Kは、佐賀県の出身で、前年の1960年（昭和35年）夏に高等学校を2年で中途退学。家出して、名古屋や横浜を転々とし、年末まで横浜で沖仲仕の仕事などをした後、翌年1月3日に大日本愛国党の赤尾敏（総裁）のもとを訪ねて入党を申し込んだばかりだった。赤尾は仮入党を認めて1月18日から28日にかけて赤尾に同行し、新島試験場ミサイル基地化反対闘争が行われていた新島での活動に参加。他の党員とは喋らず無口であったが、浅沼稲次郎を刺殺した山口二矢については褒めていたという。2月1日に離党届を出して、その当日の夜に事件を起こしていた。
大日本愛国党によれば、事件前日にＫは「右翼生活は性格に合わない。田舎に帰る」と出奔したと言い、これは赤尾に累を及ぼさないための気遣いであったらしい。
1962年（昭和37年）、東京地裁で被告人となったＫに対して懲役15年の判決が言い渡された。Ｋは「刑を受けること自体が不当」と控訴して無罪を主張したが、1964年（昭和39年）11月9日に東京高裁は控訴棄却し、刑が確定した。
収監後に精神状態が不安定になり、長期の療養生活を送ったとの報道が、『女性セブン』1971年（昭和46年）11月3日号でなされている。それによれば、ノイローゼ状態になったことから八王子医療刑務所で治療を受けたということだったが、その後の消息は不明。Ｋの父は長崎地検諫早支部の副検事を務めていたが、息子が犯した罪の社会的責任を鑑みて、辞職することになった。
少年が事件当日まで所属していた大日本愛国党の総裁赤尾敏は事件の黒幕だとされ、殺人教唆・殺人未遂教唆などの罪で1961年（昭和36年）2月21日に逮捕されたが、4月17日には証拠不十分で不起訴となった。

### 言論界への影響
1961年（昭和36年）12月、発行元の中央公論社は、思想の科学研究会が編集する『思想の科学』1962年（昭和37年）1月号を一方的に発売停止とし、断裁廃棄処分にした。これは同号の特集が天皇制だったためで、嶋中事件の影響で自主規制を行ったと見られている。この号を断裁前に右翼の三浦義一や公安調査官（公安調査庁職員）に読ませていたことも発覚し、研究会はこれに抗議して主要メンバー（左翼系論壇人）が中央公論社への執筆を拒否した。さらに『思想の科学』も中央公論社から離れ、自主刊行されることになった。
中央公論社の論調から体制批判的な要素は退潮し、執筆陣もそれまでの主力だった革新系の論客に代わって、林房雄、永井陽之助、高坂正堯といった保守系（ないし非革新系）の論客が登場するようになった。
評論家の松浦総三は、この事件から三島由紀夫事件までの10年間で天皇制を批判する記事は激減したと述べる。事件後は、中央公論社のみならず、言論界全体が萎縮して、皇室に関する言動には注意を払うようになったと指摘される。
2月24日、東京地裁判事飯守重任は事件について、左翼集団暴力を放置したのが原因と言明し、3月1日、最高裁は飯守に注意処分をくだした。

## その他

### 「風流夢譚」のその後
深沢は嶋中事件で無関係の女性を死なせたことを悔やみ、様々な方面からの復刊依頼に対しても「未来永劫封印するんだ」として応じなかった。事件から26年後の1987年（昭和62年）に深沢は死去したが、1997年（平成9年）刊行の『深沢七郎集』（全10巻）にも「風流夢譚」は収録されていない。
ただし風流夢譚は事件の後で表現の自由を守るために海賊版が流布され、インターネットでも公開されている。商業本としては、「神軍平等兵」こと奥崎謙三が『宇宙人の聖書!? -天皇ヒロヒトにパチンコを撃った犯人の思想・行動・予言』（1976年〈昭和51年〉発行）で無断掲載し、鹿砦社のムック『スキャンダル大戦争2』（2002年〈平成14年〉）でも、元の中央公論のページをそのまま複写して掲載する形で、全文掲載された。
2011年（平成23年）11月、深沢の著作権継承者に正式に許諾を得て、風流夢譚は電子書籍で刊行された。許諾は電子書籍限定という試験的なもので、2013年時点では月に30部の販売実績であった。

### 三島由紀夫との関係
あたかも三島由紀夫が「風流夢譚」を賞賛して、二の足を踏んでいた編集部に圧力をかけて雑誌に載せるように推薦したかのような流言が広まったが、三島はそれを完全に否定している。三島は、無名や新人でもない深沢七郎の一作品を、一作家である自分が出版社に働きかけて推薦するわけがないと噂を全否定し、編集者の誰かが責任逃れにそんな嘘を触れ回ったのだろうと述べた。このデマのために三島にまで脅迫状が届き、一時期、三島に警察の護衛がついた。三島は自作の「憂国」の原稿を編集者・井出孫六に渡した際、すでに別の編集者から見せられ読んでいた深沢の「風流夢譚」の生原稿の話題となり、むしろ引き起こされるであろう問題を危惧し、その毒を和らげるために自身の「憂国」と並べて載せたらどうかと言っていたという（その提案は無視され「憂国」は翌年1月号に掲載された）。

### 右派勢力の動き
神社本庁などいくつかの団体は、この事件を梃子に不敬罪復活のキャンペーンを張ろうとした。世論調査ではこの小説を読んだ日本人の59%が不快感を覚えていたが、不敬罪に対する国民の支持が広がることはなく、与党であった自民党も、党としてこの問題を取り上げることはなかった。